# バジリカータ地震

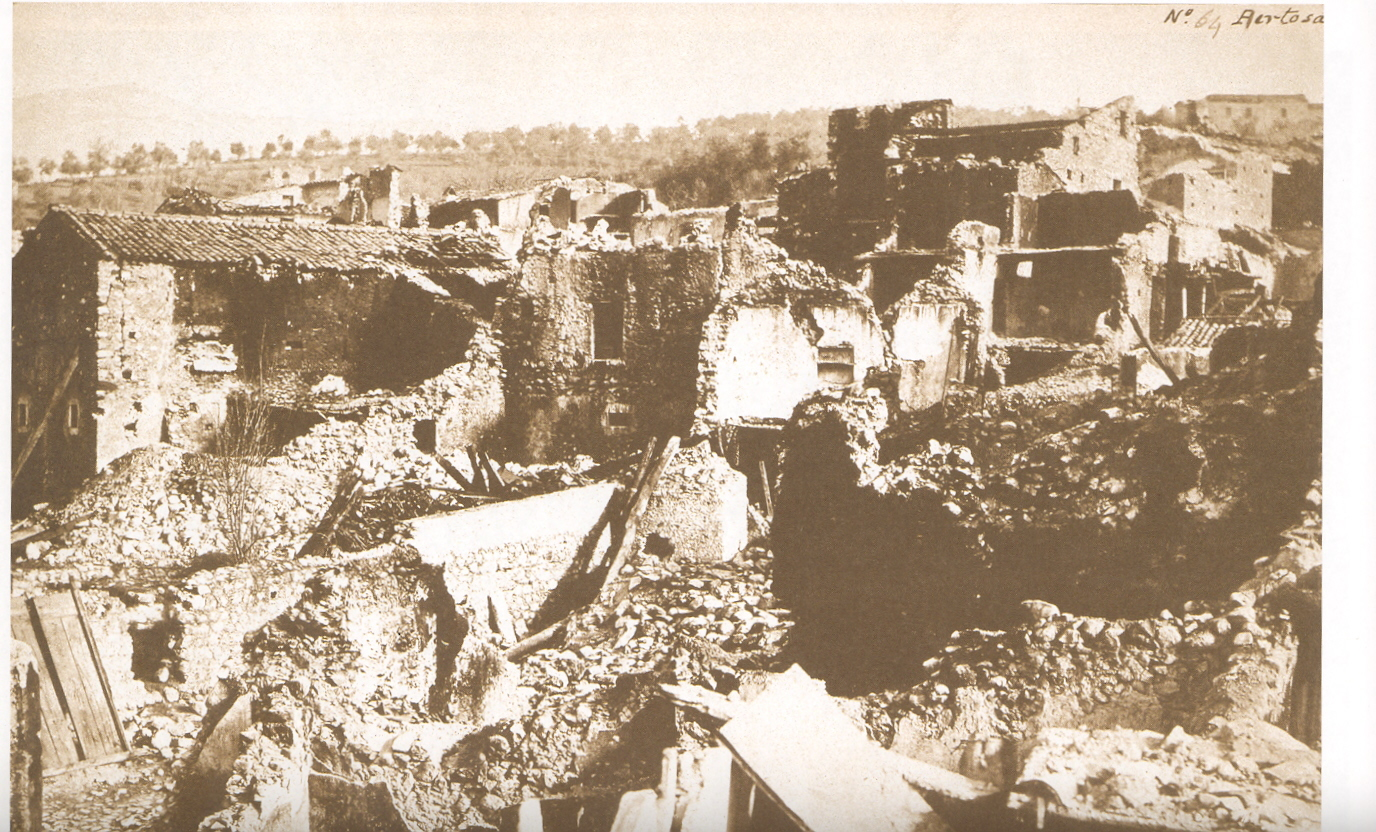
地震による被害

バジリカータ地震（イタリア語: Terremoto della Basilicata del 1857）は、1857年12月16日に、イタリア・バジリカータ州付近で発生し、甚大な被害をもたらした地震である。震源は北緯40度21分 東経15度51分 / 北緯40.35度 東経15.85度座標: 北緯40度21分 東経15度51分 / 北緯40.35度 東経15.85度、地震の規模はM7.0。この地震による死者は10,939人に及んだ。バジリカータ州の州都であるポテンツァも、この地震で大きな被害を受けた。